# Armored Core (videogioco)
Armored Core (アーマード・コア?, Āmādo Koa) è un videogioco sparatutto in terza persona del 1997, sviluppato da FromSoftware per PlayStation. Il gioco è il primo capitolo della serie Armored Core, basata sui mecha.
La storia introduce molti elementi che si trovano comunemente nel gioco successivo della serie, come corporatocrazie e robot mech conosciuti come "Armored Core". Il gioco si svolge in una Terra futura che è stata spazzata via da un cataclisma e ha costretto l'umanità sottoterra, un tema che sarebbe continuato fino a Armored Core 4.
Il gioco implica il controllo dei nuclei corazzati in scenari di combattimento contro altri nuclei e veicoli. I core sono altamente modulari, consentendo ai giocatori una grande personalizzazione su di essi, come lo scambio di diverse unità di gambe per ottenere vantaggi in termini di velocità. Man mano che i giocatori completano più missioni, guadagnano crediti per acquistare diversi oggetti e parti per il loro nucleo.
Il gioco è stato accolto favorevolmente dalla critica, che è rimasta particolarmente colpita dalla sua personalizzazione e dal multiplayer.

## Trama
In futuro presumibilmente lontano, la stragrande maggioranza della popolazione della Terra è stata spazzata via da una guerra catastrofica conosciuta come "la grande distruzione". Le dure condizioni di vita hanno costretto i pochi superstiti a vivere nel sottosuolo per cinquant'anni, durante i quali alcune corporazioni sono salite al potere. Le due più grandi multinazionali, Chrome e Murakumo Millennium, in costante lotta tra di loro per la supremazia, hanno provocato anche lotte significative tra la popolazione. Tuttavia, la guerra costante ha offerto infinite opportunità per i Ravens, mercenari che esistono indipendentemente dalla società. Il giocatore pilota un Armored Core (AC), ovvero un mecha gigante, e fa parte proprio del gruppo dei Ravens.

## Modalità di gioco
In giocatore singolo, si scelgono le missioni per ingaggiare i nemici e guadagnare crediti.  All'interno delle missioni, il giocatore naviga in livelli costruiti su diversi tipi di terreno, che vanno dalle basi del deserto alle stazioni spaziali. I livelli sono estremamente aperti, costringendo il giocatore a cercare nemici che possono apparire da tutte le direzioni.  Come molti tiratori, i tipi di armi principali disponibili per l'uso sono pistole, lanciarazzi, laser, missili e spade che possono essere personalizzati a piacimento in base agli acquisti dei giocatori. I costi di munizioni e riparazione vengono detratti dalle ricompense della missione e il fallimento della missione penalizza ancora il giocatore con queste detrazioni. Il giocatore è responsabile dell'acquisto delle proprie armi e parti dell'AC e deve utilizzare i soldi guadagnati dalle missioni a tal fine.
Man mano che il giocatore avanza nelle missioni, la paga aumenta, ma la scelta di missioni specifiche può bloccarne altre, creando un percorso ramificato attraverso la storia che può essere notevolmente diverso nelle sessioni di gioco successive.
Il gioco ha una modalità a due giocatori utilizzando uno schermo diviso o il cavo PlayStation Link.

## Sviluppo
I design dei robot sono stati creati dal famoso designer di mecha Shōji Kawamori.

## Pubblicazione
Armored Core è stato inizialmente pubblicato in Giappone per Sony PlayStation il 10 luglio 1997. FromSoftware ha collaborato con Sony Computer Entertainment e ha pubblicato una versione nordamericana il 25 ottobre dello stesso anno, mentre una versione europea è uscita il 1 giugno 1998.
Come parte del banner PSone Classics di Sony, Armored Core è stato ripubblicato in Giappone per PlayStation 3 (e successivamente PlayStation Vita) il 26 luglio 2007. 
In Nord America, il gioco è stato ripubblicato il 24 marzo 2015 per PlayStation 3, PlayStation Portable e PlayStation Vita.
Armored Core è diventato un titolo per l'uscita giapponese di PlayStation Classic il 3 dicembre 2018. Il gioco non è uscito su console PlayStation Classic in altre regioni.

## Accoglienza
I recensori hanno elogiato il gameplay di Armored Core, evidenziando la profondità delle opzioni di personalizzazione offerte al giocatore.
GameRevolution ha scritto: 'Una cifra approssimativamente per le possibili combinazioni è nelle altissime milioni', e ha aggiunto: 'La varietà di armi è anche un vantaggio decisivo.' Joe Fielder di GameSpot ha lodato la profondità di opzioni disponibili, affermando: 'Quasi altrettanto affascinante come il gameplay sono le opzioni aggiornabili per il mech'. Kraig Kujawa di Electronic Gaming Monthly ha ritenuto che la quantità di personalizzazione fosse l'aspetto migliore del gioco. GamePro ha affermato che "i meccanici dei robot si divertiranno molto a fare acquisti attraverso i cataloghi dettagliati sullo schermo e a mettere a punto le loro macchine per uccidere".
Il multiplayer locale è stato accolto positivamente, con Radakovic che lo ha definito "una ricetta infallibile per intense partite mortali per il destino dell'universo". Adam Douglas di IGN era d'accordo, riferendosi al multiplayer come "La vera carne del gioco". Next Generation ha notato l'immensa dimensione e la grande varietà delle arene multiplayer.
Una lamentela comune da parte dei recensori era che la velocità di svolta è troppo lenta. IGN, Next Generation e GamePro hanno tutti commentato questo, con Douglas che lo ha descritto come la sua "unica lamentela".
Radakovic ha elogiato la grafica, scrivendo che erano "eccellenti con un'elevata attenzione ai dettagli". Shawn Sackenheim di AllGame è d'accordo con questo, che descrive, 'mappe di texture croccante con piccoli pixelation e la distorsione carry grafica ad un nuovo livello.' Next Generation aveva una prospettiva diversa, affermando che "sebbene croccanti, [loro] si inclinano leggermente verso il lato blando". Fielder ha scritto: "La sua grafica... è adatta e praticabile".
I recensori hanno elogiato e criticato la colonna sonora, che è stata descritta come adeguata e carente a seconda della fonte. Il consenso di Game Informer era che "Tutti i suoni sono appropriati e la colonna sonora è il più potente possibile". Radakovic non è d'accordo, scrivendo, "c'è poca o nessuna musica di sottofondo nel gioco, quindi per lo più tutto ciò che senti è il suono di spari e passi metallici". GamePro hacommentato: "Gli effetti sono i protagonisti dello spettacolo audio con grandi esplosioni e parti del corpo metalliche tintinnanti. La musica fusion si sforza ma diventa rapidamente ripetitiva".
La storia di Armored Core è stata criticata come poco originale e sottosviluppata, mentre alcuni recensori hanno commentato anche sulla durata della campagna. Andy McNamara di Game Informer ha dichiarato: "Se stai cercando qualcosa con una trama, non lo troverai qui". Douglas riteneva che le missioni fossero "piuttosto semplici". Radakovic ha scritto che gli sviluppatori "non ottengono un premio per l'originalità della trama" e ha detto che riteneva che la campagna fosse troppo breve, dicendo: "50 missioni possono sembrare tante, ma possono passare abbastanza velocemente se si sapere cosa stai facendo." Tuttavia,un gradino sopra il suo contemporaneo Virtual On: Cyber Troopers, che contiene solo combattimenti tra mech e mech su piccola scala. Kujawa ha anche scoperto che la crescente difficoltà delle missioni può costringere il giocatore ad adattare il proprio stile di gioco e ad aggiornare il proprio mech.
Il gioco deteneva un 75% sul sito Web di aggregazione di recensioni GameRankings al momento della sua chiusura nel 2019, sulla base di otto recensioni.

## Serie
Armored Core è il primo capitolo della serie di giochi di mecha Armored Core e ha avuto molti sequel, tra cui Armored Core: Project Phantasma e Armored Core: Master of Arena. La realizzazione di Armored Core consolidò le capacità di sviluppo di FromSoftware e nel luglio 1999 pubblicò il gioco d'azione multiplayer Frame Gride per Sega Dreamcast. L'attenzione dell'azienda si sposterebbe dai giochi di ruolo ai giochi di mech grazie in parte al successo della serie Armored Core. Nel 2002, FromSoftware ha pubblicato il gioco d'azione mech Murakumo: Renegade Mech Pursuit per Xbox. Nel 2004, pubblicarono un altro titolo Xbox, Metal Wolf Chaos. Nel 2005, FromSoftware iniziò a produrre una serie di giochi su licenza basati sulle varie proprietà degli anime sotto il banner Another Century's Episode.